# Perdita craterognatha
Perdita craterognatha är en biart som beskrevs av Timberlake 1968. Perdita craterognatha ingår i släktet Perdita och familjen grävbin. Inga underarter finns listade i Catalogue of Life.